# Tanorus densus
Tanorus densus is een schietmot uit de familie Hydrobiosidae. De soort komt voor in het Australaziatisch gebied.